# Centropogon glandulosus
Centropogon glandulosus là loài thực vật có hoa trong họ Hoa chuông. Loài này được (Hook.) Decne. mô tả khoa học đầu tiên năm 1848.